# PGA Tour
The PGA Tour és una organització on operem els principals circuits professionals de golf per a homes dels Estats Units i Nord-amèrica, incloent la majoria dels esdeveniments en el torneig també conegut com el PGA Tour. Té la seu a Ponte Vedra Beach, Florida, un suburbi de Jacksonville. El seu nom oficialment és amb totes les lletres en majúscules "PGA TOUR".